# 星光國際網絡
星光國際網絡（Hong Kong Star Internet Ltd.），簡稱星光，由星光傳呼創辦人黃金富創辦於1995年，曾為香港第二大的互聯網服務供應商，初時只提供28至56k撥號上網，1997年發展寬頻互聯網技術，同年向政府由申請競投「互動電視牌照」（VOD），於翌年2月獲政府發牌，此外星光國際網絡是當時四間為全港學校提供互聯網服務供應商之一。1998年11月23日香港電訊IMS有限公司（即電訊盈科互動多媒體有限公司前身）宣佈收購星光國際網絡，香港電訊管理局於同年12月23日宣布根據香港星光國際網絡有限公司所持的牌照一般條件第3條，批准上述交易，但需要遵守新加入的禁止濫用主導地位及不得在香港電訊IMS的業務運作中，進行不公平的互相補貼條款，作為交易限制。

## 外部連結
- （页面存档备份，存于）
- 香港電訊管理局批准交易的新聞公報 （页面存档备份，存于）